# Баль Микола Васильович
Баль Микола Васильович (*23 листопада (6 грудня) 1913, Дмитрівка (Горішньоплавнівська міська рада) — †15 жовтня 1999, Кременчук) — радянський танкіст, Герой Радянського Союзу (1944), підполковник, за період служби нагороджений орденами Леніна, Вітчизняної війни 1-го ступеня, 2 орденами Червоної Зірки, медалями. Був почесним солдатом військової частини.

## Біографія
Народився 6 грудня 1913 року в селі Дмитрівка на той час Кременчуцького району, а зараз підпорядковане до Горішнім Плавням Полтавської області в родині селянина. Українець. Член КПРС з 1943 року. У 1927 році закінчив сім класів Потоцької неповної середньої школи. Потім навчався на курсах Харківського територіального управління Комітету державних резервів. З квітня по грудень 1929 працював табельщиком підсобного господарства в селі Подружи Кременчуцького району. У 1930 році переїхав до Кременчука, де працював завідувачем складу.

## В армії
У 1932 році призваний до лав Червоної Армії. У 1934 році демобілізувався. Повернувся до Кременчука. Вдруге покликаний в 1939 році. У 1941 році закінчив Улянівське танкове училище. У боях Німецько-радянської війни з 1942 року. Воював на Воронезькому і 1-му Українському фронтах. Був двічі поранений.
У лютому 1943 року 151-а танкова бригада в складі Чорноморської групи військ вела запеклі бої проти фашистських загарбників в районі станції Кримська Краснодарського краю. У результаті успішної атаки і вмілого маневрування перший танковий батальйон бригади прорвав оборону противника на глибину 10 кілометрів і опанував станцією Кримська. У цьому бою заступник командира батальйону старший лейтенант Н. В. Баль проявив виняткову мужність і винахідливість.
Влітку 1943 року старший лейтенант М. В. Баль брав участь у битві на Курській дузі. 21 вересня 1943 в боях за визволення міста Переяслав Київської області був важко поранений командир танкового батальйону. М. В. Баль прийняв командування батальйоном на себе. Танкісти, очолювані ним, звільнили кілька населених пунктів і вийшли до Дніпра в районі села Григорівка. Розгорнувши танковий батальйон вздовж берега, М. В. Баль наказав інтенсивним вогнем підтримати мотострілецький батальйон 51-ї гвардійської танкової бригади, форсував Дніпро.
Успішно діяли танкісти під командуванням Баля в боях за визволення Фастова і розширення Букринського плацдарму. 6 листопада 1943 радянські танкісти, незважаючи на сильний артилерійський вогонь, стрімкою атакою прорвали сильно укріплену оборону противника і оволоділи великим залізничним вузлом Фастовом. Підрозділ М. В. Баля захоплення 24 паровоза, багато бойової техніки і військового майна ворога.
9 листопада 1943 гітлерівці спробували повернути собі Фастів. Проти батальйону Баля вони кинули 25 танків, бронемашини, самохідні гармати та велику кількість піхоти з дивізії «Мертва голова». На світанку розгорівся бій. Завдяки добре вибраної позиції на висоті, вмілому керівництву діяльності танкістів ворог змушений був відступити. Гітлерівці втратили 19 танків, 20 бронемашин і самохідних гармат. На полі бою прибув командир танкової бригади М. С. Новохатько. Побачивши навколо палаючі ворожі танки і машини, комбриг гаряче розцілував хороброго командира.
Указом Президії Верховної Ради СРСР від 10 січня 1944 року за мужність і відвагу, проявлені в боях за Фастів і розширення Букринського плацдарму старшому лейтенанту Миколі Васильовичу Балю присвоєно звання Героя Радянського Союзу з врученням ордена Леніна і медалі «Золота Зірка» (№ 2121).
Танковий батальйон М. В. Баля у складі 51-ї гвардійської бригади 6-го Київського танкового корпусу 3-ї гвардійської танкової армії йшов в авангарді наступаючих військ, брав участь у визволенні Бердичева, Проскурова, Тернополя, Львова, Перемишля, Ряшова, Кракова, Влощева, Намслава і Бунцслава.
16 березня 1945 командувач танковою армією П. С. Рибалко особисто подякував М. В. Баля за військову доблесть і вручив документи на навчання до Вищої офіцерську бронетанкову школу.

## Повоєнні роки
У 1949 році успішно закінчив навчання у Вищій офіцерській бронетанковій школі. З 1960 року підполковник М. В. Баль — в запасі. Працював директором комбінату комунальних підприємств в місті Старобільську Луганської області.
З 1971 року жив в Кременчуці. Працював начальником відділу постачання Кременчуцького заводу силікатної цегли. Брав активну участь в роботі по військово-патріотичному вихованню молоді.
Помер 15 жовтня 1999 року. Похований в Кременчуці на Новому кладовищі.

## Нагороди, пам'ять
За період служби нагороджений орденами Леніна, Вітчизняної війни 1-го ступеня, 2 орденами Червоної Зірки, медалями. Був почесним солдатом військової частини.
В місті Кременчуці на Алеї Героїв, на граніті висічене фото та ім'я Миколи Баля.